# خطف وقتل محمد أبو خضير
محمد أبو خضير طفل فلسطيني من حي شعفاط بالقدس خطف وعذب وأحرق وهو على قيد الحياة على أيدي مستوطنين متطرفين يوم 2 تموز/يوليو 2014 ، وقد عثر على جثته في أحراش دير ياسين. وقد أعقب عملية الخطف والقتل موجة احتجاج واسعة في مناطق عديدة بمدينة القدس، وإدانة دولية للحادثة. والحادث يأتي ضمن نمط من الاعتداءات يطلق عليها سياسة دفع الثمن، ويعتقد أن الدوافع تأتي انتقاماً من خطف ثلاثة مستوطنين في الخليل.

## خلفية
محمد أبو خضير والذي عاش في حي شعفاط بالقدس كان مهتماً قبل مقتله بأيام بتزيين شوارع شعفاط بالفوانيس الصغيرة استقبالاً لشهر رمضان، كان يدرس الكهرباء في مدرسة اللوثري الصناعية ليستطيع العمل مع والده ومساعدة عائلته.
قبل ثلاثة أيام على اختطاف أبو خضير أعلن العثور على جثث المستوطنين الإسرائيليين الثلاثة في الخليل، وعقب ذلك تم اطلاق دعوات بالانتقام من العرب.

### تحريض عضو الكنيست أيليت شكد على قتل أطفال الفلسطينيين
قبل مقتله بيوم حرّضت عضو الكنيست أيليت شكد الشارع اليهودي على قتل أطفال الفلسطينيين ووصفت الأطفال الفلسطينيين بالثعابين الصغار.
ففي صيف 2014 أثارت شاكيد انتقادات العديد بعد أن نشرت على صفحتها على فيسبوك ما قاله صحفي مؤيد للاستيطان ويشبّه فيه الأطفال الفلسطينيين الذين «يؤذون الإسرائيليين» بأنهم «ثعابين صغار».
ونشرت شاكيد ذلك قبل يوم واحد من تعرض الصبي الفلسطيني محمد أبو خضير للضرب والحرق حتى الموت على يد مجموعة من الصبية الإسرائيليين انتقاما لمقتل ثلاثة جنود إسرائيليين في الضفة الغربية المحتلة.

## الاختفاء والقتل

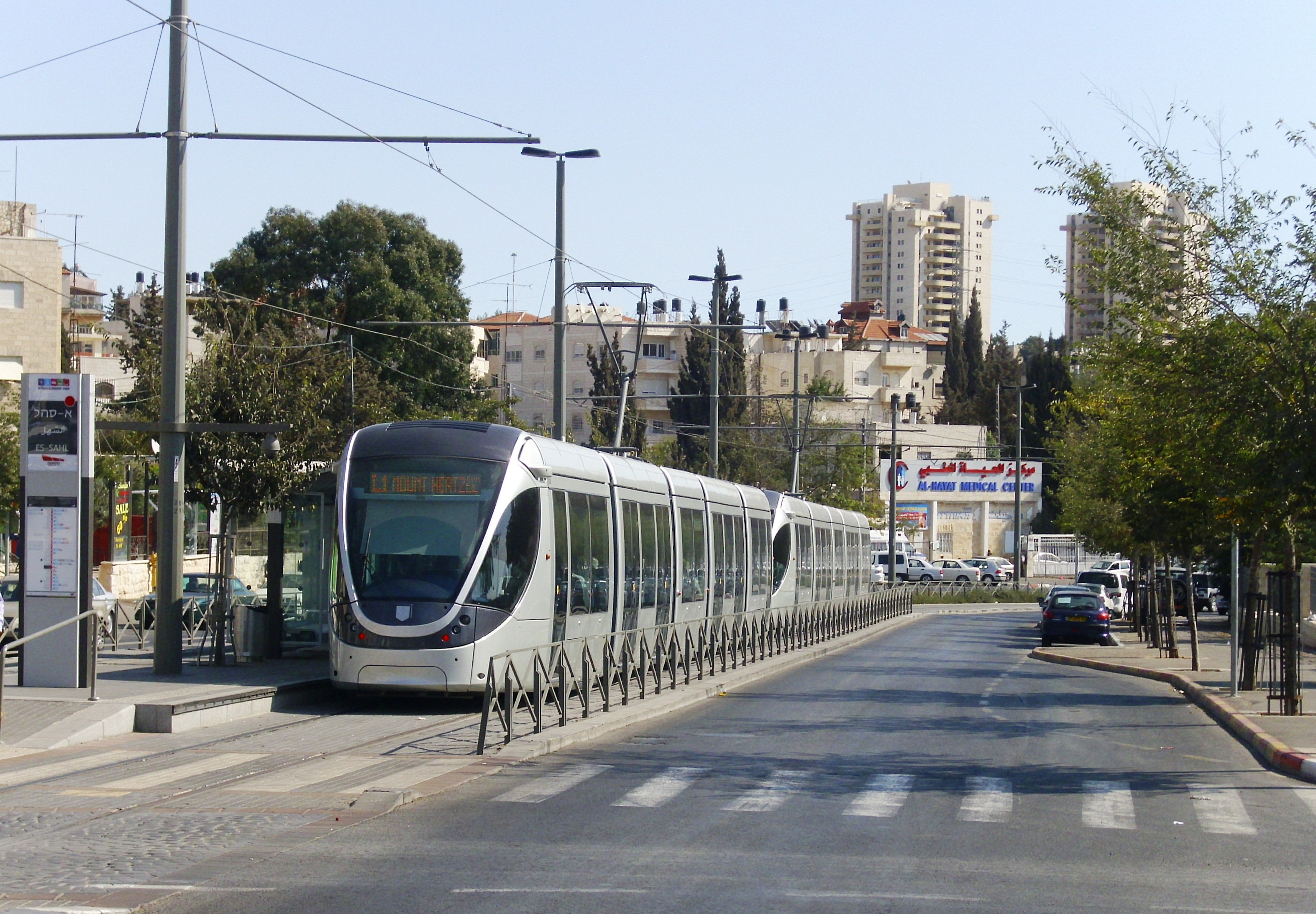
الشارع الرئيسي في شعفاط

في يوم 2 يوليو/تموز وبحدود الساعة الرابعة الا ربع فجراً، كان محمد قد غادر المنزل متوجهاً إلى المسجد لأداء صلاة الفجر، حيث توقف عند محل تجاري قرب المسجد منتظراً أصدقاءه للتوجه إلى المسجد، وعندها توقف سيارة تقل مستوطنين إسرائييلين قاموا باختطافه وهربت السيارة بصورة خيالية وقطعت إشارة المرور وهي حمراء باتجاه حي راموت.

## المشتبه به
حسب المصادر الإسرائيلية فقد تم تم اعتقال ستة اشخاص لعلاقتهم بمقتل الطفل أبو خضير، وهم حاخام يهودي واثنين من أبنائه، وثلاثة آخرين، وقد أعاد قسماً من المتهمين تمثيل الجريمة بدءا من عملية الاختطاف ونقل المختطف إلى غابة قريبة ثم التنكيل به وإضرام النار به.

## ردود فعل

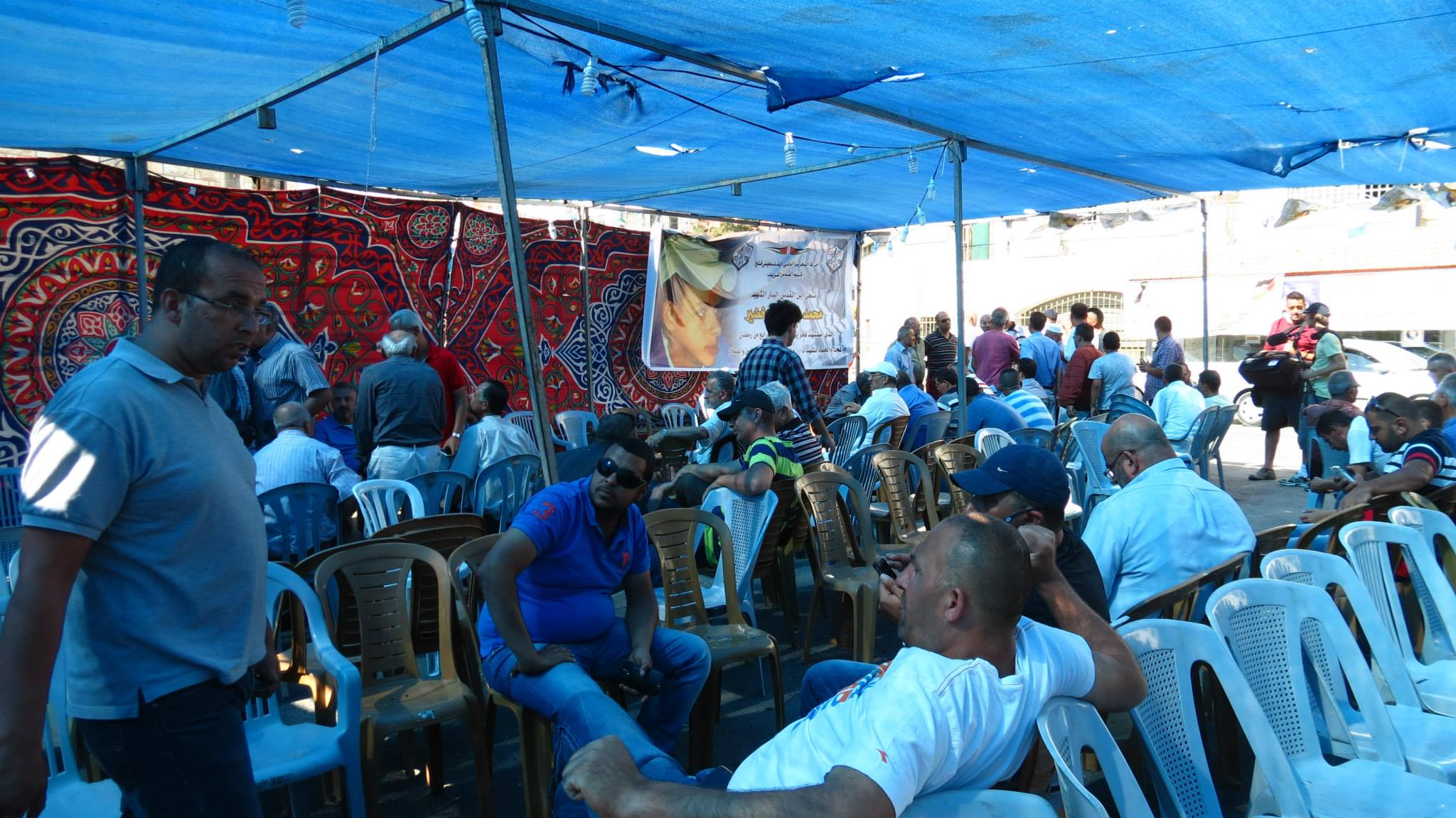
خيمة عزاء محمد أبو خضير في شعفاط

### فلسطينياً
- فلسطين: طالب محمود عباس أن يدين رئيس الوزراء الإسرائيلي خطف وقتل الفتى محمد أبو خضير، كما أدانت السلطة الفلسطينية خطف وقتل المستوطنين الإسرائيليين الثلاثة.[22]
- حركة حماس: أدنت الجريمة بشدة وقالت بأن هذا تصعيد خطير، «سيكون له ما بعده، وسيحول الضفة الغربية إلى قطعة من جهنم تحت أرجل الاحتلال».[23]
- حركة الجهاد الإسلامي: قالت إن الجريمة «أشعلت فتيل انتفاضة شعبية جديدة، وكشفت عورة المتشدقين بالإنسانية حول العالم»[24]

### عالمياً
- الأردن: قدمت بعثة الأردن في نيويورك بياناً لحادثة الاختطاف في مجلس الأمن حيث تم التفاوض عليه وتبنيه من قبل المجلس.[25]
- الأمم المتحدة: أدانت جريمة الخطف والقتل وقالت أنه لا يوجد أي مبرر للقتل المتعمد لكل المدنيين، ويجب تقديم الجناة للعدالة.[26]
- الولايات المتحدة: أدانت الخطف بشدة وقال كيري إن العنف لا يجلب سوى العنف.[27]
- فرنسا: في بيان لرئاسة الجمهورية الفرنسية قال أن الرئيس تلقى نبأ قتل أبو خضير بحالة من «الذعر» مع إدانته بشدة هذه الجريمة النكراء،[28] وفي بيان لوزارة الخارجية عبر عن تلقي خبر بحالة من الرعب ودعا إلى تقديم الجناة إلى العدالة.[29]
- روسيا: أدانت الجريمة بشدة ورفضت سياسة خطف وقتل الابرياء[30]
- المملكة المتحدة: وصفت جريمة القتل بالمشينة ودعت إلى ضبط النفس [31]
- تونس: في بيان لرئاسة الجمهورية التونسية، أدانت تونس «بكل قوة هذه الجريمة البشعة» وعبرت عن أنها «تفضح حقيقة النوايا الصهيونية تجاه ما تسميه بعملية السلام»،[32] وفي بيان لوزارة الخارجية ذكر أن تونس «تستنكر» هذه الممارسات «اللاإنسانية» تجاه مشاعر المسلمين في شهر رمضان، ودعت المجتمع الدولي إلى تدخل فوري وعاجل للحد من عمليات جيش الاستيطان.[33]

## احتجاجات واسعة
خلال اليوم الأول من مقتل أبو خضير أصيب 55 فلسطينياً خلال مواجهات في حي شعفاط وقد امتدت الاحتجاجات إلى أحياء القدس وقراها كالرام وجبل المكبر وحي الطور وصور باهر والصوانة والعيزرية ومناطق أخرى كحاجز قلنديا والخضر.
اغلقت مدخل قلنسوة بالإطارات وأنزلت الأعلام الإسرائيلية وحدثت مواجهات في قرية جلجولية ونظمت مظاهرات كذلك في مجد الكروم، جسر الزرقاء، الفريديس، سخنين، الطيبة، الطيرة، باقة الغربية، عرعرة ومدينة الناصرة وغيرها، ورفع المتظاهرون خلالها الأعلام الفلسطينية، وحملوا شعارات تندد بجرائم الاحتلال.
في 8 تموز/يوليو تصاعدت وتيرة القصف بين قطاع غزة وإسرائيل ويعتقد محللون ان السبب يعود أساساً إلى غضب الفلسطينيين من جريمة مقتل أبو خضير.